# Московия (поезд)
«Московия» — поезд класса премиум (с июня 2010 года) № 104/103 Москва  — Адлер. Поезд следует ежедневно в течение всего года. Расстояние от Москвы до Адлера поезд преодолевает за 23 часа 32 минут.

## История
Поезд был запущен в эксплуатацию в 1999 году.
В 2001 году было произведено ускорение графика движения поезда. Поезд затрачивал на путь всего 28,5 часов, что являлось самым быстрым временем от Москвы до Адлера на то время. Также поезду было присвоено название «Московия» и статус фирменного.
С 2001 по 2006 годы расписание и характеристики поезда практически не изменялись. Однако в конце 2006 года с поезда был снят статус фирменного из-за несоответствия некоторым требованиям.
В начале 2009 года вагоны поезда начинали заменять на более новые. Некоторые из старых вагонов были отданы в эксплуатацию для других поездов дальнего следования, некоторые прошли капитально-восстановительный ремонт на Днепропетровском вагоностроительном заводе. График поезда был вновь ускорен. В результате, 18 июля 2009 года статус фирменного поезда был возвращён. В 2010 году график поезда ещё больше ускорен, отменены остановки на станциях Лихая и Лоо.
С 1 ноября 2013 года состав был заменён двухэтажными вагонами. Фирменное название «Московия» было упразднено.

## Краткие характеристики
- Категория поезда: скорый фирменный.
- Периодичность курсирования: круглогодичный, ежедневный.
- Дорога формирования: Северо-Кавказская (ЛВЧД-16 Адлер).
- Расписание: отправление из Москвы в 10:52, прибытие в Адлер в 10:24: 
 отправление из Адлера в 18:57, прибытие в Москву в 18:23[1]
- Маршрут следования (от Москвы) через станции: Рязань II, Мичуринск-Воронежский, Грязи-Воронежские, Придача (Воронеж), Лиски, Россошь, Ростов-Главный, Краснодар I, Горячий Ключ, Туапсе-Пассажирская, Лазаревская, Сочи и Хоста. Отправление из Москвы с Казанского вокзала.
- Станции смены локомотива: Нет (состав водит электровоз ЭП20)
- Станции смены локомотивных бригад, без смены локомотива: Ростов-Главный, Лиски

## Расписание
| 104В Москва — Адлер               | 104В Москва — Адлер | 104В Москва — Адлер |                       |                    |                    | 104Ж Москва - Адлер | 104Ж Москва - Адлер | 104Ж Москва - Адлер |
| 23 ч 44 мин                       | 23 ч 44 мин         | 23 ч 44 мин         | Общее время в пути    | Общее время в пути | Общее время в пути | 23 ч 34 мин         | 23 ч 34 мин         | 23 ч 34 мин         |
| Прибытие                          | Стоянка             | Отправление         | Раздельные пункты     | Расстояние         | Код «Экспресс-3»   | Прибытие            | Стоянка             | Отправление         |
| Московская железная дорога        |                     |                     |                       |                    |                    |                     |                     |                     |
| П. № 104                          | П. № 104            | П. № 104            |                       |                    |                    | П                   | П                   | П                   |
| —                                 | —                   | 10:40               | Москва-Казанская      | 0                  | 2000003            |                     | —                   | —                   |
| 12:50                             | 5                   | 12:55               | Рязань II             | 198,1              | 2000080            | 15:53               | 5                   | 15:58               |
| Юго-Восточная железная дорога     |                     |                     |                       |                    |                    |                     |                     |                     |
| 15:07                             | 3                   | 15:10               | Мичуринск-Воронежский | 410,7              | 2014418            | 13:28               | 5                   | 13:33               |
| 15:52                             | 3                   | 15:55               | Грязи-Воронежские     | 470                | 2014390            | 12:41               | 5                   | 12:46               |
| 17:04                             | 12                  | 17:16               | Отрожка*              | 578                | 2014478            | 11:20               | 12                  | 11:32               |
| 17:32                             | 5                   | 17:37               | Придача               | 588,7              | 2014496            | 11:01               | 5                   | 11:06               |
| 18:41                             | 5                   | 18:46               | Лиски                 | 667,9              | 2014120            | 10:02               | 4                   | 10:06               |
| 20:19                             | 5                   | 20:24               | Россошь               | 783,9              | 2014540            | 08:31               | 4                   | 08:35               |
| Северо-Кавказская железная дорога |                     |                     |                       |                    |                    |                     |                     |                     |
| 01:39                             | 15                  | 01:54               | Ростов-Главный        | 1230,7             | 2064001            | 02:52               | 21                  | 03:13               |
| 05:10                             | 8                   | 05:18               | Краснодар I           | 1510               | 2064800            | 23:35               | 8                   | 23:43               |
| 06:07                             | 25                  | 06:32               | Горячий Ключ          | 1574,2             | 2064057            | 22:40               | 5                   | 22:45               |
| 07:56                             | 3                   | 07:59               | Туапсе-Пассажирская   | 1657,7             | 2064140            | 21:15               | 3                   | 21:18               |
| 08:37                             | 5                   | 08:42               | Лазаревская           | 1686,8             | 2064030            | 20:34               | 3                   | 20:37               |
| 09:43                             | 8                   | 09:51               | Сочи                  | 1737,4             | 2064130            | 19:23               | 9                   | 19:32               |
| 10:09                             | 2                   | 10:11               | Хоста                 | 1752,5             | 2064010            | 19:02               | 2                   | 19:04               |
| 10:24                             | —                   | —                   | Адлер                 | 1761               | 2064150            | —                   | —                   | 18:51               |